# Full Circle (album de Xzibit)
Pour les articles homonymes, voir Full Circle.
Albums de Xzibit
Weapons of Mass Destruction
(2004) Gutta Muzik 2
(2006)
Singles
1. Concentrate
Sortie : 29 septembre 2006
2. Family Values
Sortie : 4 novembre 2006
3. Thank You
Sortie : 11 décembre 2006

Full Circule est le sixième album studio du rappeur Xzibit, sorti le 17 octobre 2006.

## Liste des titres
| No  | Titre                                                 | Contient un (des) sample(s) de | Durée |
| --- | ----------------------------------------------------- | ------------------------------ | ----- |
| 1.  | Invade My Space (featuring Jelly Roll)                |                                | 5:17  |
| 2.  | Rollin' (featuring Jelly Roll)                        |                                | 4:12  |
| 3.  | Ram Part Division                                     |                                | 4:04  |
| 4.  | Say It to My Face (featuring Don Blaze et Kurupt)     |                                | 4:09  |
| 5.  | The Donnell Rawlings Show (Skit)                      |                                | 1:41  |
| 6.  | Scandalous Bitches                                    |                                | 3:04  |
| 7.  | Concentrate                                           |                                | 3:49  |
| 8.  | On Bail (featuring Daz Dillinger, Game et T-Pain)     |                                | 4:38  |
| 9.  | Family Values                                         | Savoir Faire de Chic           | 3:53  |
| 10. | Black & Brown (featuring Jelly Roll)                  |                                | 5:48  |
| 11. | The Whole World                                       |                                | 4:21  |
| 12. | Poppin' Off (featuring DJ Quik et King Tee)           |                                | 4:14  |
| 13. | Movin' in Your Chucks (featuring Kurupt et Too $hort) |                                | 4:55  |
| 14. | Thank You                                             |                                | 5:00  |

| 15. | Concentrate (Remix) (featuring San Quinn) |  | 3:51 |
| 16. | Rollin' (West Side Remix)                 |  | 4:19 |
| 17. | A Minute to Pray                          |  | 4:19 |